# Lomographa poliotaeniata
Lomographa poliotaeniata là một loài bướm đêm trong họ Geometridae.